# Løgumkloster
Løgumkloster (tyska: Lügumkloster) är en tätort i Tønders kommun i Region Syddanmark i Danmark. Tätorten har 3 459 invånare (2024). Den ligger vid Brede Å på Jylland, cirka 15 kilometer nordost om Tønder. Løgumkloster var centralort i Løgumklosters kommun fram till kommunreformen 2007.
Løgumkloster var tidigare känd för sin handel med lantbruksprodukter. Orten växte fram runt ett 1173 uppfört cistercienskloster, Lygum Kloster. 

Klosterkyrkan i tegel tillkom under 1200-talets första hälft och är en av Skandinaviens främsta byggnader i övergångsstil, med sin raka altarvägg, sina kapell och korsflyglar. Den restaurerades 1923–1932 och är Løgumklosters sockenkyrka. 

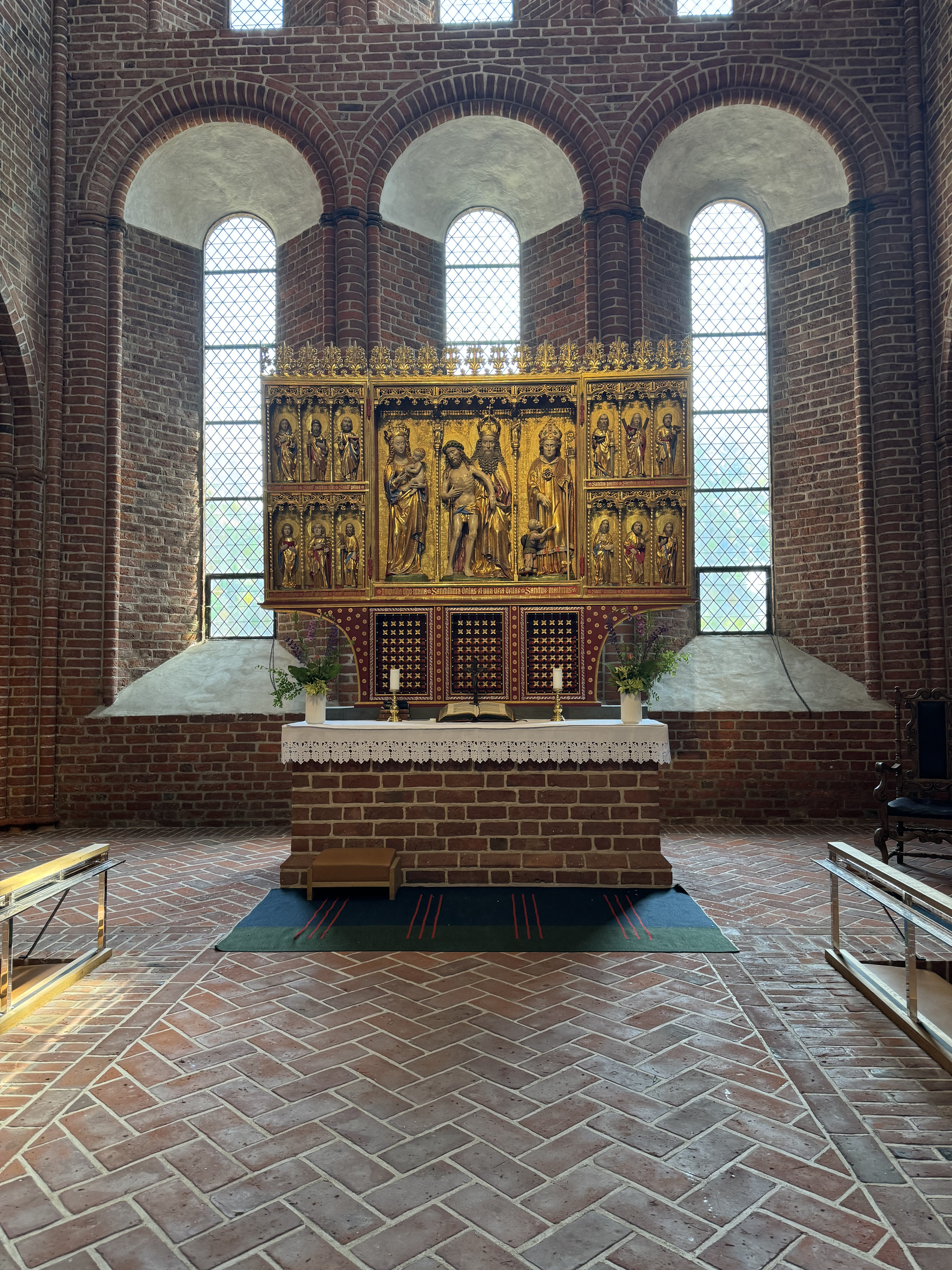
Altare av trä från 1300-talet i Lögums kyrka

 Till inventarierna hör en av Danmarks äldsta altarverk i trä från 1320-talet vars ena sidofält skildrar mötet mellan Jungfru Maria och Johannes Döparens mor, Elisabet. Till södra korsflygeln sluter sig en i det yttre bevarad länga av det gamla klostret. Det övriga blev tidigt rivet, och i stället uppfördes 1614 en amtsförvaltarbostad kallad Slottet.